# Тельман (Гомельская область)
Тельман (бел. Тэльман) — деревня в Брагинском районе Гомельской области Белоруссии. В составе Малейковского сельсовета.

## География

### Расположение
В 4 км на северо-восток от Брагина, 25 км от железнодорожной станции Хойники (на ветке Василевичи — Хойники от линии Калинковичи — Гомель), 126 км от Гомеля.

### Гидрография
Река Брагинка.

## Транспортная сеть
Транспортные связи по просёлочной, затем автомобильной дороге Комарин — Хойники.
Планировка состоит из криволинейной улицы, близкой к меридиональной ориентации застроенной деревянными домами усадебного типа.

## История
Изначально поселение называлось Городище или Двор-Городище. По письменным источникам известно с XVIII века, когда в селении на правом берегу реки Брагинка, в усадьбе Ракицких, был заложен парк, который имел радиально-регулярную планировку. От усадебного дома в сторону реки расходились 3 растительные аллеи. В настоящее время парк является памятником садово-паркового искусство XVIII века.
В пореформенный период в составе Брагинской волости Речицкого повета. В 1886 г. работали винокурный завод и мельница на реке Брагинка. В советское время  бывшая панская усадьба была преобразована в посёлок.
Наиболее интенсивно селение развивалось в 1920-е годы. В 1932 году организован колхоз. Во время Великой Отечественной войны оккупанты убили 13 жителей. Во время боев за освобождение посёлка в октябре 1943 года погибли 6 советских солдат похороненных в братской могиле на кладбище. В составе колхоза имени Э. Тельмана (центр — деревня Селец) располагались клуб, магазин.

## Население

### Численность
- 2004 год —57 хозяйств, 177 жителей

### Динамика
- 2004 год — 57 хозяйств, 177 жителей

## Достопримечательности
На территории района возле деревни Тельман расположен памятник садово-паркового искусства — Тельманский парк с фрагментами усадьбы Ракицкого.  В парке археологами было найдено старинное городище. Там же сохранились архитектурные фрагменты Замка Вишневецких. Расположен живописный парк конца XVIII века, в котором растут липы, клёны, дубы, вязы, вербы, сосны и ели, можно увидеть крупный валун — камень Любви.